# Un crime dans la tête (film, 1962)
Pour les articles homonymes, voir Un crime dans la tête.
Pour plus de détails, voir Fiche technique et Distribution.
Un crime dans la tête (The Manchurian Candidate) est un film américain réalisé par John Frankenheimer et sorti en 1962.
Le film suit Raymond Shaw (Laurence Harvey) qui est un médaillé de la guerre de Corée pour faits d'armes, notamment en Mandchourie en 1952. Quelques années plus tard, son ancien commandant de peloton Bennett Marco (Frank Sinatra) travaille désormais pour les services de renseignement de l'armée. Il a des doutes sur les exploits du héros de guerre. De plus, il est assailli de cauchemars troublants qui vont l'amener à enquêter avec la CIA et le FBI sur Raymond Shaw.

## Synopsis
Durant la guerre de Corée, une section de l'armée américaine est trahie par un autochtone et se fait capturer par des soldats soviétiques avant d'être emmenée en territoire inconnu. Trois jours plus tard, le sergent Raymond Shaw et le capitaine Bennett Marco reviennent à leurs lignes et sur recommandation de Marco, Shaw reçoit la médaille d'honneur pour avoir sauvé la vie de ses soldats au combat, bien que deux hommes aient été tués. Shaw retourne aux États-Unis, où son héroïsme est exploité par sa mère, Eleanor Iselin, dont les plans visent à promouvoir la carrière de son mari, le sénateur John Iselin. Lorsqu'on leur demande de décrire Shaw, les autres soldats de son unité répondent tous exactement la même chose, à savoir que Raymond Shaw est l'être humain le plus gentil, le plus courageux, le plus chaleureux et le plus merveilleux qu'ils aient jamais connu de leur vie. En vérité, Shaw est tout le contraire, un être solitaire et froid, triste et antipathique.
Après avoir été promu major et affecté aux services de renseignements de l'armée, Marco fait un cauchemar récurrent où un Shaw hypnotisé assassine allègrement les deux soldats de sa propre section devant une assemblée de chefs militaires communistes divers pour démontrer leur technique révolutionnaire de lavage de cerveau. Marco apprend qu'un autre soldat de la section, Allen Melvin, fait le même cauchemar. Lorsque Melvin et Marco identifient séparément dans leurs rêves les photos des deux mêmes hommes, figures de proue des gouvernements communistes, les services de renseignements de l'armée acceptent d'aider Marco à enquêter.
Plus tard, le Dr Yen Lo, un communiste, explique que, pendant sa captivité, Shaw a été programmé comme un agent dormant, qui obéit aveuglément aux ordres de tuer sans aucun souvenir de ses crimes. Son héroïsme au combat était un faux souvenir implanté pendant le lavage de cerveau. Les agents déclenchent Shaw en lui suggérant de jouer au solitaire car la reine de carreau active son obéissance. Eleanor organise l'ascension de John, un démagogue ressemblant à Joseph McCarthy qui affirme sans fondement que des communistes travaillent impunément au ministère de la Défense. Shaw répudie sa mère et son beau-père en acceptant un emploi dans un journal publié par leur critique, Holborn Gaines. Des agents communistes demandent à Shaw de tuer Gaines pour confirmer que son lavage de cerveau fonctionne toujours.
Chunjin, un agent coréen communiste qui avait trahi le peloton de Shaw, se présente à l'appartement de ce dernier pour lui demander du travail. Shaw, qui ne se doute de rien, l'engage comme valet et cuisinier. Lorsque Marco se présente chez ce dernier, il reconnaît tout de suite Chunjin et l'attaque violemment en exigeant de savoir ce qui s'est passé pendant la captivité du groupe. Après que Marco a été arrêté pour agression, Eugenie Cheyney, dite Rosie, une femme qu'il a rencontrée dans un train, paie sa caution et rompt ses fiançailles pour sortir avec lui.
Pendant ce temps, Shaw ravive une romance avec Jocelyn Jordan, la fille du sénateur libéral Thomas Jordan, principal ennemi politique des Iselin. Eleanor organise leur rencontre afin d'obtenir le soutien du sénateur Jordan pour la candidature de John à la vice-présidence. Sans se laisser influencer, Jordan insiste sur le fait qu'il bloquera les tentatives d'Iselin pour obtenir la nomination du Parti Républicain. Après que Jocelyn ait déclenché par inadvertance la programmation de Shaw en portant un costume de reine de carreau à une fête organisée pour elle par les Iselin, ils s'enfuient. Furieuse de la rebuffade du sénateur Jordan, Eleanor, qui est l'agent de liaison américain de Shaw, l'envoie tuer Jordan chez lui. Shaw tue également Jocelyn lorsqu'elle découvre par hasard la scène du meurtre. Par la suite, il n'a aucun souvenir du meurtre et il est accablé de chagrin lorsqu'il apprend qu'ils sont morts.
Après avoir découvert le rôle de la carte dans le conditionnement de Shaw, Marco utilise un jeu composé uniquement de dames de carreaux pour le déprogrammer, dans l'espoir qu'il révèle sa prochaine mission. Eleanor prépare Shaw à assassiner le candidat à la présidence de leur parti au plus fort de la convention, afin qu'Iselin, en tant que candidat à la vice-présidence, devienne le candidat par défaut. Dans le tumulte, il demandera des pouvoirs d'urgence pour établir un régime autoritaire strict. Eleanor raconte à Shaw qu'elle a demandé un assassin programmé, sans savoir qu'il s'agirait de son propre fils. Elle jure que, lorsqu'elle prendra le pouvoir, elle se vengera des communistes qui l'ont choisi en déclenchant une guerre.
Shaw entre dans le Madison Square Garden déguisé en prêtre et se place en position de tireur d'élite dans une cabine vide située en hauteur. Marco et son superviseur, le colonel Milt, se précipitent vers la convention pour l'arrêter. Au dernier moment, Shaw vise le candidat à la présidence mais tue à la place le sénateur Iselin et Eleanor. Lorsque Marco arrive dans la cabine d'éclairage, Shaw lui dit que même l'armée n'aurait pas pu les arrêter, alors il a dû le faire. Puis Shaw, portant la médaille d'honneur autour du cou, se suicide immédiatement.
Plus tard dans la soirée, Marco, parlant à Eugénie en privé, pleure la mort de Shaw en lisant le faux acte de bravoure de ce dernier.

## Fiche technique
Sauf indication contraire, les informations mentionnées dans cette section peuvent être confirmées par la base de données cinématographiques IMDb,  présente dans la section « Liens externes ».
- Titre francophone : Un crime dans la tête
- Titre original : The Manchurian Candidate
- Réalisation : John Frankenheimer
- Scénario : George Axelrod (avec la participation non créditée de John Frankenheimer), d'après le roman de Richard Condon
- Musique : David Amram (en)
- Décors : George R. Nelson et Richard Sylbert
- Costumes : Moss Mabry
- Photographie : Lionel Lindon
- Montage : Ferris Webster
- Production : George Axelrod et John Frankenheimer
- Société de production : M.C. Productions
- Distribution : United Artists (États-Unis), Les Artistes Associés (France)
- Pays d'origine :  États-Unis
- Langue originale : anglais
- Format : noir et blanc
- Budget : 2,2 millions de dollars[1]
- Genre : thriller politique, film noir
- Durée : 126 minutes
- Dates de sortie :
  - États-Unis : 24 octobre 1962
  - France : 23 novembre 1962
- Affiches : Macario Gómez Quibus (Espagne), Boris Grinsson (France), Enzo Nistri (Italie)

## Distribution
- Frank Sinatra (VF : Roger Rudel) : le capitaine Bennett Marco
- Laurence Harvey (VF : Jean-Claude Michel) : Raymond Shaw
- Janet Leigh (VF : Nadine Alari) : Eugenie Rose "Rosie" Cheyney
- Angela Lansbury (VF : Lita Recio) : Mme Iselin
- James Gregory (VF : Jacques Hilling) : le sénateur John Yerkes Iselin
- Lloyd Corrigan (VF : René Blancard) : Holborn Gaines
- Leslie Parrish : Jocelyn Jordan
- Henry Silva : Chunjin
- John McGiver : le sénateur Thomas Jordan
- James Edwards (VF : Bachir Touré) : le caporal Allen Melvin
- Barry Kelley : le secrétaire à la Défense
- Khigh Dhiegh (en) : Dr Yen Lo
- Albert Paulsen : Zilkov
- Reggie Nalder : Dimitri
- Paul Frees : le narrateur (voix)

## Production

### Genèse du film
Un crime dans la tête est une adaptation du roman de Richard Condon, The Manchurian Candidate, paru en 1959.
Le président d'United Artists Arthur Krim n'est pas convaincu par le film et est même plutôt opposé au sujet. Il sera convaincu par Frank Sinatra et par le président John F. Kennedy en personne.
John Frankenheimer rejoint ce film alors que son projet d'adaptation du roman Revolutionary Road de Richard Yates tombe à l'eau. Le scénario est signé par George Axelrod. John Frankenheimer y participe de manière non créditée.
Howard W. Koch explique que le budget de film était 2,2 millions de dollars, dont 1 million pour le salaire de Frank Sinatra et 200 000 pour celui de Laurence Harvey.

### Choix des interprètes
La star Janet Leigh, sortant alors de l'immense succès de Psychose d'Alfred Hitchcock, est choisie pour le rôle principal féminin.
Pour le rôle de Mme Iselin, Frank Sinatra suggère Lucille Ball. Le réalisateur préfère cependant Angela Lansbury, qu'il vient de diriger dans L'Ange de la violence (1962). L'actrice est ainsi choisie pour incarner alors la mère du personnage campé par Laurence Harvey, alors qu'elle n'a que trois ans de plus que l'acteur.

### Tournage

Laurence Harvey et Frank Sinatra sur le tournage du film.

Le tournage a lieu en janvier et février 1962. Il se déroule à New York — principalement à Manhattan (8e avenue, Riverside Drive, Old Madison Square Garden, Central Park) —, ainsi qu'à Los Angeles (Olympic Auditorium, Downtown), Santa Monica (aéroport), monts Santa Monica et à Washington, D.C.. Il ne dure que 39 jours.
Frank Sinatra exige que le tournage ne commence pas avant 11 heures chaque jour, pour se reposer. De plus, il préfère systématiquement la première prise où, selon lui, il est toujours meilleur. Le réalisateur John Frankenheimer approuve cela et utilise ainsi le plus souvent la fraîcheur de la première prise, sauf si un problème s'est présenté durant cette prise. Par ailleurs, lors de tournage d'une scène de combat avec Henry Silva, Frank Sinatra se casse accidentellement le petit doigt de la main gauche. Ne pouvant porter de bandage pendant les prises de vues, il guérira mal de cette blessure qui le gênera le reste de sa vie.

## Accueil et sortie

### Censure
De par son sujet, assez sensible au moment de la sortie en salles, le film est interdit dans les pays du rideau de fer (Pologne, Tchécoslovaquie, Hongrie, Roumanie, Bulgarie) et même dans certains pays neutres comme la Suède et Finlande. Le film sortira finalement après la Dislocation de l'URSS au début des années 1990.
Selon une légende urbaine, le film aurait été interdit de diffusion aux États-Unis après l'assassinat de John F. Kennedy en novembre 1963. Certaines personnes pensaient que le film était en partie responsable des actes de Lee Harvey Oswald. Le film est cependant diffusé sur CBS en septembre 1965. C'est réellement à partir de 1972 que le film n'est plus diffusé car Frank Sinatra en récupère les droits, apparemment en raison d'un conflit avec United Artists. Le mystère sera entretenu par l'acteur et le studio pendant des années, jusqu'à une ressortie en salle en 1988,.

### Critique
Le film reçoit des critiques globalement positives. Sur l'agrégateur américain Rotten Tomatoes, il récolte 97% d'opinions favorables pour 58 critiques et une note moyenne de 8,69⁄10. Sur Metacritic, il obtient une note moyenne de 94⁄100 pour 20 critiques.
En 1998, le film est classé 67e dans le top 100 des meilleurs films américains selon l'American Film Institute. En 2001, il est classé 17e du top 100 des meilleurs thrillers, toujours selon l'AFI. De plus, le personnage d'Eleanor Iselin est classé à la 21e place du classement des meilleurs personnages par l'AFI. Un crime dans la tête figure également dans l'ouvrage 1001 films à voir avant de mourir et dans les films favoris du critique américain Roger Ebert.

### Box-office
Aux États-Unis, le film récolte 7 716 923 $ au box-office. Pour sa ressortie au cinéma en 1988, il récolte 2 757 256 $.
En France, le film attire 302 031 spectateurs en salles.

## Récompenses et distinctions
Source : Internet Movie Database

### Récompenses
- National Board of Review Awards 1962 : meilleure actrice dans un second rôle pour Angela Lansbury
- Golden Globes 1963 : meilleure actrice dans un second rôle pour Angela Lansbury

### Nominations
- Oscars 1963 : meilleure actrice dans un second rôle pour Angela Lansbury et meilleur montage
- Golden Globes 1963 : meilleur réalisateur pour John Frankenheimer

Par ailleurs, en 1994, le film entre au National Film Registry pour conservation à la Bibliothèque du Congrès aux États-Unis

## Remake
Le film fait l'objet d'un remake réalisé par Jonathan Demme et sorti en 2004, également intitulé Un crime dans la tête. Denzel Washington et Liev Schreiber y reprennent les rôles respectivement tenus par Frank Sinatra et Laurence Harvey.